# Kawasaki Ki-10
Die Kawasaki Ki-10 war ein japanisches Jagdflugzeug und entstand unter der Leitung von Takeo Doi. Sie war das erste rein japanische Muster von Kawasaki.

## Entwicklung
Im März 1935 hob der mit einem Ha-9-IIa-Motor (634 kW/850 PS) und Zweiblattpropeller ausgestattete Prototyp erstmals vom Boden ab, später wurden ein stärkerer Motor sowie ein Dreiblattpropeller installiert. Nach drei weiteren Prototypen ging die Ki-10 als Heerestyp 95 Jäger Modell 1 in Serie. 184 Ki-10-I wurden gebaut, 400 größere und leistungsstärkere Ki-10-II folgten.
Ab 1937 wurden sie im chinesisch-japanischen Krieg eingesetzt, wo sie sich den sowjetischen I-15-Doppeldeckern aufgrund ihrer Wendigkeit zwar überlegen zeigten, gegen die neu erschienenen I-16-Jäger jedoch nicht ankamen. Zum Zeitpunkt des Überfalls auf Pearl Harbor befand sich die Ki-10 schon nicht mehr im Fronteinsatz, sondern wurde im Hinterland für die Pilotenausbildung eingesetzt.
Das von den Alliierten Perry genannte Modell war der Höhepunkt der japanischen Doppeldeckerentwicklung und zugleich der letzte Jagddoppeldecker der japanischen Armee. Es besaß ein offenes Cockpit und ein festes Heckspornfahrwerk; der Oberflügel hatte größere Spannweite als der Unterflügel.

## Versionen
- Ki-10: Prototypenbezeichnung (vier Stück)
- Ki-10-I: erstes Serienmodell
- Ki-10-II: zweites Serienmodell ab Mitte 1937 mit verlängertem Rumpf und größerer Flügelspannweite
- Ki-10-II KAI: zwei Experimentalmuster für aerodynamische Versuche

## Nutzer
JapanKaiserlich Japanische Heeresluftstreitkräfte
 MandschukuoLuftstreitkräfte des Mandschurischen Kaiserreichs

## Technische Daten

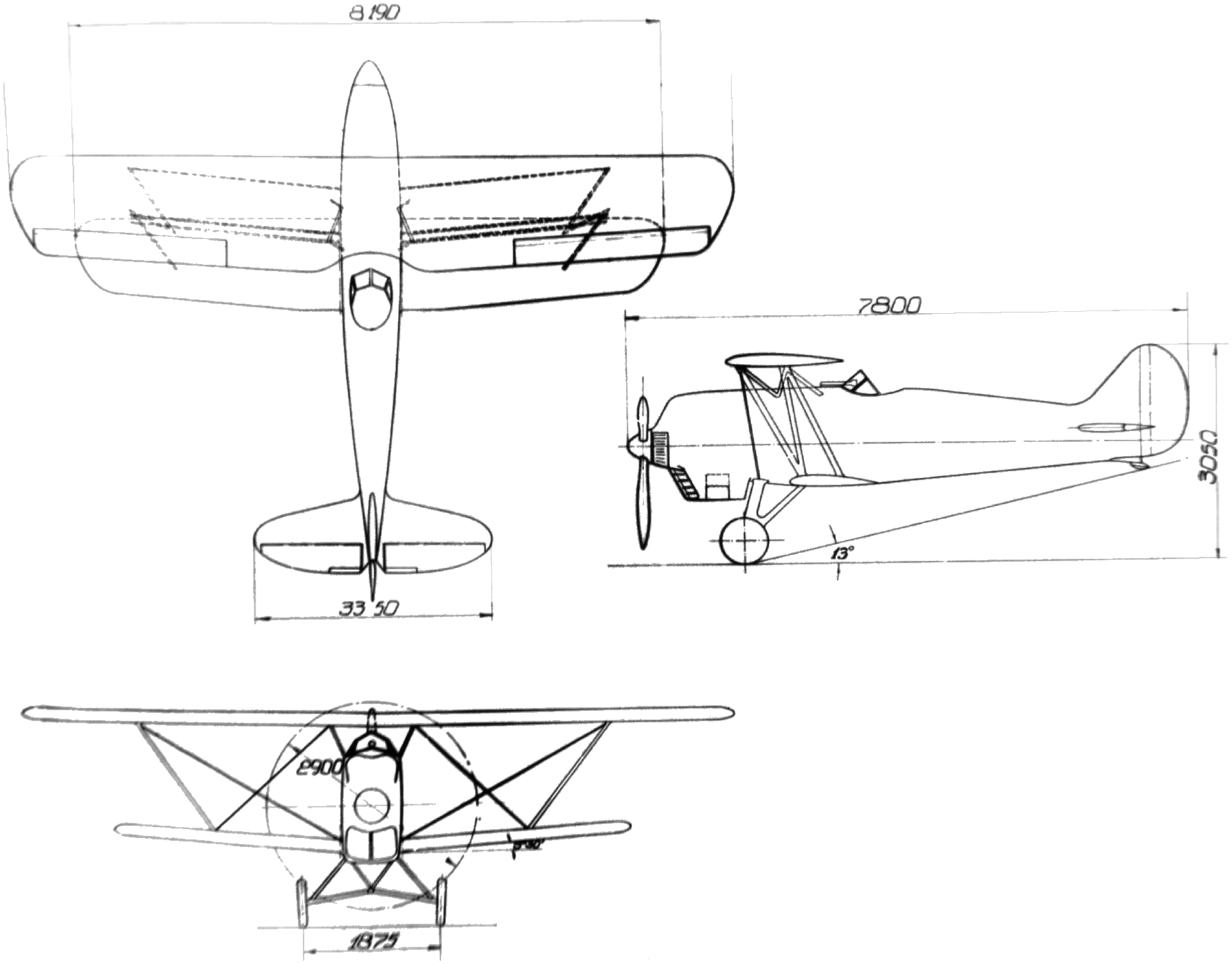
Dreiseitenansicht

| Kenngröße             | Daten (Kawasaki Ki-10-II KAI)                                                          |
| --------------------- | -------------------------------------------------------------------------------------- |
| Besatzung             | 1                                                                                      |
| Länge                 | 7,55 m                                                                                 |
| Höhe                  | 3,00 m                                                                                 |
| Spannweite            | 10,02 m                                                                                |
| Flügelfläche          | 23,00 m²                                                                               |
| Leermasse             | 1.400 kg                                                                               |
| maximale Startmasse   | 1.780 kg                                                                               |
| Triebwerk             | ein flüssigkeitsgekühlter Zwölfzylinder-V-Motor Kawasaki Ha-9-IIb, 950 PS (ca. 700 kW) |
| Höchstgeschwindigkeit | 445 km/h in 3.800 m Höhe                                                               |
| Reichweite            | 1.000 km                                                                               |
| Dienstgipfelhöhe      | 11.500 m                                                                               |
| Bewaffnung            | zwei starre 7,7-mm-MG Typ 89                                                           |